# Sázava (Pardubice)
Sázava é uma comuna checa localizada na região de Pardubice, distrito de Ústí nad Orlicí.